# Władysław Dominik

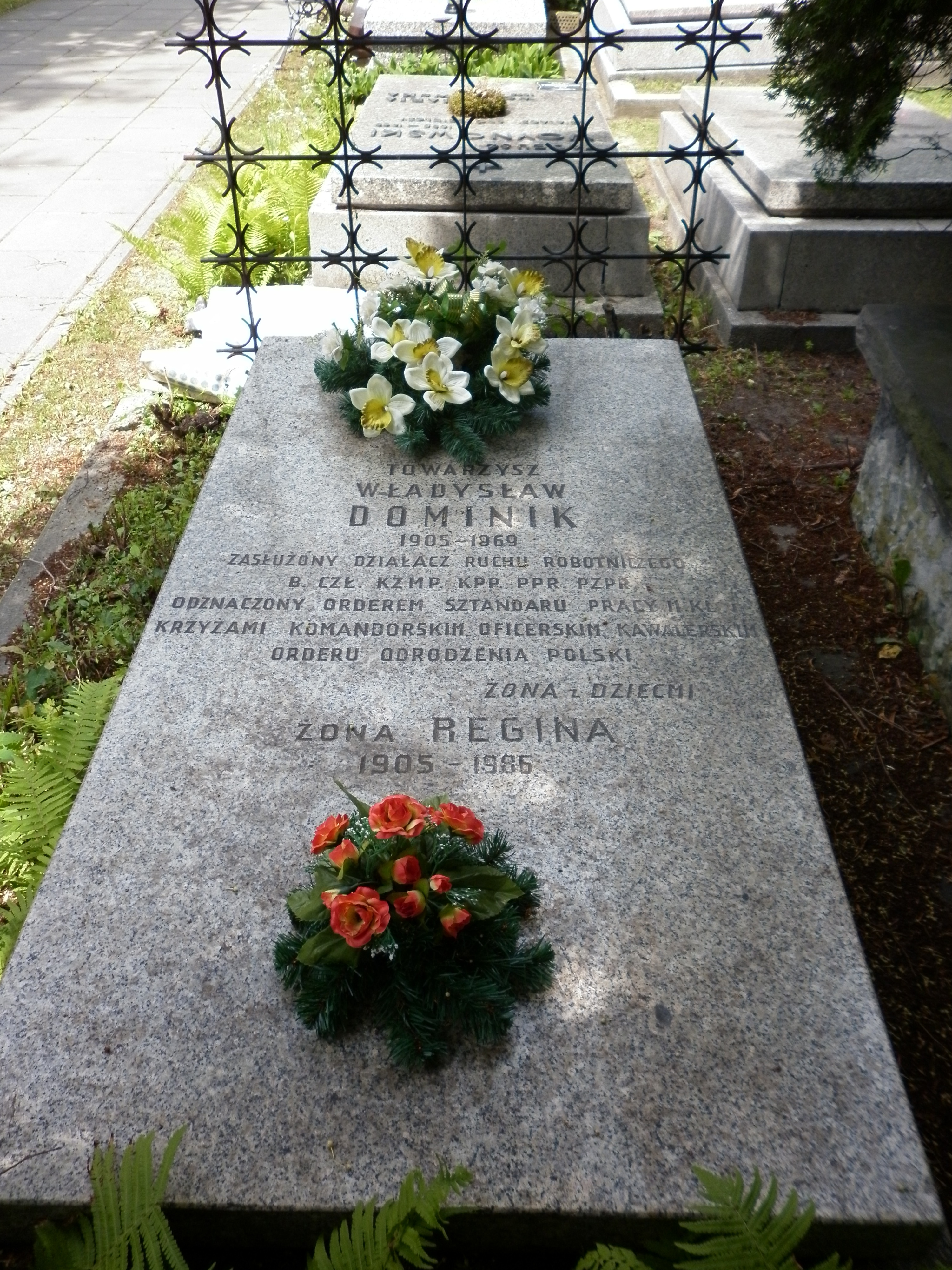
Grób Władysława Dominika

Władysław Dominik (ur. 26 listopada 1905 w Łodzi, zm. 18 lipca 1969 w Warszawie) – polski działacz komunistyczny, oficer polityczny Armii Polskiej w ZSRR, dyrektor Wydziału Śledczego w RBP PKWN w 1944, p.o. szef WUBP w Warszawie 1945–1946, zastępca kierownika Wydziału do Walki z Bandytyzmem MBP 1946–1949 i Wydziału Ochrony Rządu w 1949.

## Życiorys
Syn działacza SDKPiL Jana i Amelii. We wczesnej młodości był tkaczem, później robotnikiem budowlanym. Od 1925 członek Związku Młodzieży Komunistycznej (ZMK). Sekretarz koła ZMK, następnie Komitetu Dzielnicowego (KD) ZMK Łódź-Chojny. Od 1926 działacz KPP. 1926–1927 odbywał służbę wojskową, potem został funkcjonariuszem Wydziału Wojskowego Komitetu Okręgowego (KO) KPP w Łodzi, a po kursie w szkole partyjnej w Moskwie (1929–1930) – jego kierownikiem. 29 stycznia 1931 aresztowany i skazany na 4 lata więzienia; po apelacji wyrok obniżono do 3 lat. Po zwolnieniu w lutym 1933 działał jako członek egzekutywy KO KPP w Łodzi. 24 maja 1934 ponownie aresztowany i skazany na 3 lata więzienia, jednak sąd apelacyjny uniewinnił go w kwietniu 1934. W końcu 1934 został zawieszony w prawach członka KPP za odmowę podjęcia działalności na innym terenie. Po tym działał głównie w MOPR.
We wrześniu 1939 wyjechał do Białegostoku, a następnie w głąb ZSRR. Był górnikiem na Uralu i w Donbasie. 1943 zmobilizowany do Armii Czerwonej, w styczniu 1944 wstąpił do 2 Dywizji Piechoty Armii Polskiej w ZSRR i został w niej oficerem polityczno-wychowawczym. Wstąpił do PPR.
Od sierpnia 1944 dyrektor Wydziału Śledczego RBP PKWN. Od 6 kwietnia 1945 do 15 stycznia 1946 p.o. kierownika WUBP w Warszawie, następnie skierowany do Centrali MBP jako zastępca kierownika Wydziału do Walki z Bandytyzmem, a później zastępca kierownika Wydziału Ochrony Rządu. Członek egzekutywy Komitetu Warszawskiego PPR, delegat na I Zjazd PPR w grudniu 1945. Od 1956 na rencie dla zasłużonych.
Był mężem Reginy z d. Frittche (1905–1986).
Zmarł w Warszawie, został pochowany na cmentarzu Wojskowym na Powązkach (kwatera A31-5-9).

## Ordery i odznaczenia
- Krzyż Komandorski Orderu Odrodzenia Polski
- Order Krzyż Grunwaldu III klasy (10 października 1945)[3]
- Krzyż Oficerski Orderu Odrodzenia Polski (3 lutego 1947)[4]
- Krzyż Kawalerski Orderu Odrodzenia Polski